# Johannes Gailkirchen

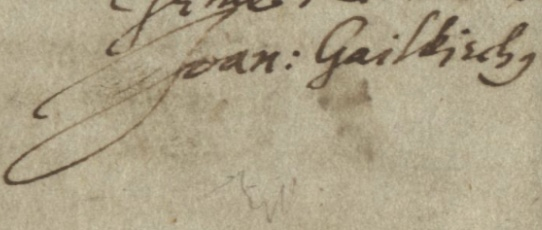
Unterschrift „Joan. Gailkirchen“, Jena 1598

Johannes Gailkirchen (auch: Geilkircherus, von Gailkirchen u. ä.; * um 1570 in Hamburg; † nach 1602 vermutlich ebenda) war ein Jurist und Hochschullehrer in Jena.

## Leben
„Johannes vonn Geylkirchen, Hamburgensis“ immatrikulierte sich im Winter 1589/90 an der Universität Erfurt. 1593 beteiligte er sich an einer akademischen Festschrift zur Hochzeit des Juristen Henning Rennemann (1567–1646) aus Burg Poppenburg bzw. Nordstemmen, Dekan der Burse  Collegium Saxonum in Erfurt, mit Margaretha, geb. Sprockhoff († 1616) aus Erfurt, Tochter des Pfarrers zu den Augustinern und Professors der Theologie in Erfurt Berthold Sprockhoff († 1600). Am 3. September 1594 immatrikulierte sich „Johannes â Gaileffkirchen, Hamburgensis“  an der Universität Wittenberg. Dort beteiligte er sich 1596 an einer Festschrift zur Magister-Promotion von Christoph Berchan (* um 1570 in Boizenburg / Mecklenburg bzw. (kirchlich) im Bistum Verden (Pharodinum); † nach 1618 im Lüneburgischen). 1598 immatrikulierte sich Joh. Gailkirchus aus Hamburg in Jena.
Johannes Gailkirchen wurde Jurist. 1599/1600 wirkte er als Hochschullehrer  an der Universität Jena. Zu seinen Schülern, bei deren akademischen Disputationen er als Vorsitzender (Praeses) agierte, gehörten
Johannes von Miltitz aus Meißen,
Ludwig Brauch aus Schorndorf,
Otho von der Medem aus Hamburg, 
Caspar von Ponickau aus Meißen,
Johann Reuße aus Stade,
Leonhard Sigfridus aus Braunschweig,
Johann von Naefe († 1611) zu Obischau (Objazda) aus Namslau (Namysłów) in Schlesien,
Friedrich von Einsiedel aus Krimnitz in Meißen, 
Christoph Müller (* 1578) aus Kassel in Hessen,
Valentin Moller aus Heitzenhofen in der (Ober)-Pfalz,
Leonhard Schöppler aus Gerolfingen in Schwaben bzw. Rhätien (Mittelfranken),
Erckinger IV. von Pappenheim (1584–1624) aus Franken,
Johann Friedrich Förster (* um 1580; † 1637) aus Arnstadt und 
Abel Cramer († nach 1641) aus Seesen.
Gailkirchen war 1602 in Köln und später als Candidat der Rechte in Hamburg tätig und wurde geadelt.

## Familie

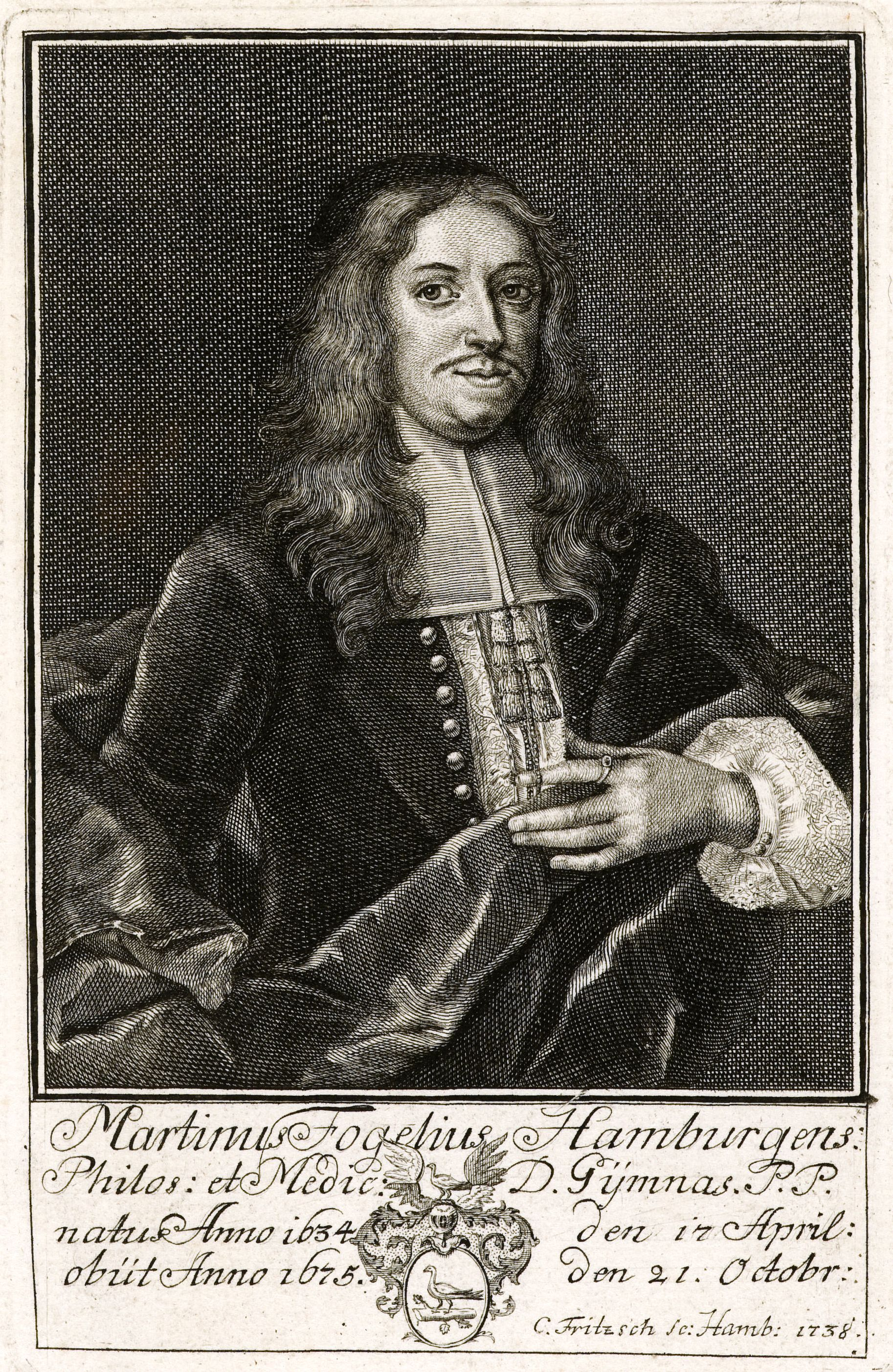
Kupferstich von Christian Fritzsch (1738)

Judith Gaelkerkidis, auch Geilkerken, Geilkirchen u. a., verheiratet mit dem Hamburger Kaufmann Martin  Vogel, war vermutlich eine Tochter des Johann (von) Gailkirchen. Ihr Kind
1. Martin Fogel (1634–1675) war Arzt und Linguist (Begründer der Finnougristik).

## Zeitgenössischer Namensvetter
Ein zeitgenössischer Namensvetter Johannes Gailkircher aus Jülich (GND=119680610; VIAF= 3285739) war ebenfalls Jurist und Hochschullehrer (Ingolstadt). Wegen ihrer vergleichbaren Tätigkeit werden die beiden Personen in der Literatur oft verwechselt oder fälschlich miteinander identifiziert, besonders im Blick auf ihre zahlreichen juristischen (zivilrechtlichen) Veröffentlichungen.

## Werke
- (Beiträger zusammen mit Justus Tappe (1590–1618),[19] Martin Eckhardt (1565–1621), Lorenz Weber, Johannes Wellendorf, Wolfgang Grüning (1562–1615),[20] Henning Dedekind, Johann Beck (1543–1601)[21]) Ioan. Gailkirch Hamb[urgensis] Saxo: Chronologicum diei, mensis, anni nuptiarum. In: Justus Tappe u. a. (Hrsg.): HYMENAEI VIRTVTE ET DOCTRINA SPECTABILI VIRO Dn. M. HENNINGO Rennemann PAPAEBURGO[22] LL. CANDIDATO, & COLLEGII SAXONUM in ERFURTENSIUM ACADEMIA DECANO, at[que] Logices ac Ethices in eodem Professori SPONSO  SIBI MATRIMONIO CONIUNGENTI … virginem MARGARITAM[23] … Dn. M. BERTHOLDI SPROCOVII[24] verbi Divini in Erfurtensi Ecclesiâ ad D. Avgustini Ministri, et SS. Theologiae Professoris publici, Filiam SPONSAM IV. Idus Septembres, Anno salutis M D VIIC. Ab amicis consecrati. Johannes Pistor, Erfurt 1593 (thulb.uni-jena.de der Forschungsbibliothek Gotha).
- Thomas Franzius, Johannes von Gailkirchen: Miscellaneae juris controversi quaestiones. Krafft, Wittenberg 1596
- Friedrich Tilemann, Johannes Gailkirchus Hamburgensis: Disputatio XX. de solutionibus et liberationibus. In: Friedrich Tilemann (Hrsg.): Disputationes Pandectarum, Quas Privato Collegio, in Illustri Witebergensium Academia. Johannes Dörffer, Wittenberg 1596
  - 2. Auflage Johann Krafft d. J., Clemens Berger, Wittenberg 1600, S. 564–574 (staatsbibliothek-berlin.de).
- (Beiträger zusammen mit Johann Bechmann (1570–1632),[25] Johannes Limbert, Veit Knoer, Gregor Dickmann,[26] Johannes Rodenburg,[27] Eberhard Müller, Jakob Alemann,[28] Valentin Voltz   (1534–1581),[29] Markus Lüders (1566–1650),[30] Samuel Rosenbohm, Heinrich Bock,[31] Matthias Christiani,[32] Albert Wichgreve,[33] Bernhard Wolder,[34] David Monner,[35] Heinrich Glintman,[36] Samuel Kling (1574–1632),[37] Janus Guucerus, Günther Erich von Schöningen,[38] Petrus Froddenius,[39] Andreas Nicolai,[40] Daniel Triller,[41] Lorenz Seneke,[42] Johannes Blum,[43] Michael Blume[44]) Johann Gailkirchen Hamburg[ensis]: Post inquilinis Daedala. In: Johann Bechmann u. a. (Hrsg.): CARMINA CLARISS. ET DOCTISS. VIRORVM AD VIRUM LITERATISSIMVM Dn. CHRISTHOPHORVM BERCHANEM PHArodinum,[45] cùm ex amplissimo Facultatis Philosophicae decreto Artium & Philosophiae Magister VVitebergae crearetur, DECANO SPECTABILI, VIRO clarißimo, D. M. ANTONIO EVONYMO Carintho, Ethices ibidem Profess. publ. RECTORE MAGNIFICO. Viro Excellentissimo, D. ERNESTO HETTENBACHIO MEDIC. DOCTOre & professore eius publico. Zacharias Lehmann, Wittenberg 1596  (thulb.uni-jena.de der Forschungsbibliothek Gotha).
- Thomas Franzius, Johannes Gailkirchen Hamburg, Albert Wichgreve (Beiträger): Collegii Feudalis Disputatio X. De Recognitione Feudi. Georg Müller d. Ä., Wittenberg 1597 doi:10.25673/opendata2-4088.

Vorsitzender (Präsident) von akademischen Disputationen
- Johannes Gailkirchen Hamburgensis, Johannes von Miltitz: Enunciata disputationis VII. ex tit. lib. II. Instit. III. IV. V. et Concord. D. & C. locis. Tobias Steinmann, Jena 1599 (digitale-sammlungen.de).
- Johannes von Gailkirchen, Lvdovicvs Bravch: Dispvtatio IX. Desvmta Ex Tit. X. XI. XII. Et XIII. Lib. Secvndi Inst. Et Concordantibus D.C. & Nouell. locis. Tobias Steinmann, Jena 1599
- Johann von Gailkirchen: Selectiores iuris civilis quaestiones. Tobias Steinmann, Jena 1599, darin:
  - Otho von der Meden: Disp. 1. XL Selectiorum iuris civilis quaestionum (digitale-sammlungen.de).
  - Caspar von Ponickau: Disp. 2. De statu hominum (digitale-sammlungen.de).
  - Johann Reuße: Disp. 3. Desponsalia et matrimonio (digitale-sammlungen.de)
  - Leonhard Siegfridus: Disp. 4. De tutela et cura (digitale-sammlungen.de)
- Johann von Gailkirchen: Selectiores iuris civilis quaestiones. Tobias Steinmann, Jena 1600, darin:
  - Johann von Näfe: Disp. 5. XXXIV Selectiorum iuris civilis quaestionum (digitale-sammlungen.de)
  - Friedrich von Einsiedel: Disp. 6. XXXIV Selectiorum iuris civilis quaestionum (digitale-sammlungen.de)
  - Christoph Müller: Disp. 7. XXIII Selectiorum iuris civilis quaestionum (digitale-sammlungen.de)
  - Valentin Moller: Disp. 8.  XXVIII Selectiores iuris civilis quaestiones (digitale-sammlungen.de)
  - Leonhard Schöppler: Disp. 9. XXIV Selectiores iuris civilis quaestiones de donatio (digitale-sammlungen.de)
  - Erckinger IV. von Pappenheim (1584–1624): Disp. 10. XX Selectiores iuris civilis quaestiones de testamento (digitale-sammlungen.de)
  - Otto von der Meden: Disp. 11. XXXVI Selectiores iuris civilis quaestiones de testamentibus (digitale-sammlungen.de)
  - Caspar von Ponickau: Disp. 12. XXVI Selectiores iuris civilis quaestiones de legatis (digitale-sammlungen.de)
  - Johann Reuße: Disp. 13. XXI Selectiores iuris civilis quaestiones de hereditate filiorum (digitale-sammlungen.de)
  - Johann Friedrich Förster: Disp. 14. XXXVIII Selectiores iuris civilis quaestiones de obligationibus (digitale-sammlungen.de)
  - Johann von Näfe Disp. 15. XXXIII Selectiores iuris civilis quaestiones de emphyteuta (digitale-sammlungen.de)
  - Friedrich von Einsiedel: Disp. 16. XXX Selectiores iuris civilis quaestiones (digitale-sammlungen.de)
  - Valentin Moller: Disp. 17. XXX Selectiores iuris civilis quaestiones de obligantione ex delicto (digitale-sammlungen.de)
  - Johann Friedrich Förster: Disp. 18. XXIX Selectiores iuris civilis quaestiones de praeiudiciali actione (digitale-sammlungen.de)
  - Leonhard Schöppler: Disp. 19. XXVII Selectiores iuris civilis quaestiones (digitale-sammlungen.de)
  - Friedrich von Einsiedel: Disp.ultima et 20. XXXIII Selectiores iuris civilis quaestiones an Christiano liceat Christianum etiam criminaliter accussare (digitale-sammlungen.de)

- Joannes Gailkirchius, Abel Cramer: Miscellanearum iuris quaestionum centuria. Tobias Steinmann, Jena 1601